# 保德信中心 (波士頓)
保德信中心（Prudential Center）是位於馬薩諸塞州波士頓後灣區多功能保德信大厦內的封閉式購物中心。它位於保德信大厦的底部，提供前往附近幾個目的地的直接室內連接，包括海因斯會議中心、亨廷頓大道101 號和111 號的辦公大樓以及波士頓喜來登酒店。